# Närs församling
Närs församling var en församling i Visby stift. Församlingen uppgick 2006 i När-Lau församling.
Församlingskyrka var Närs kyrka.

## Administrativ historik
Församlingen har medeltida ursprung. Församlingen utgjorde under medeltiden ett eget pastorat för att därefter till 1962 vara moderförsamling i pastoratet När och Lau. Från 1962 till 2006 annexförsamling i pastoratet Burs, Stånga, När och Lau. Församlingen uppgick 2006 i När-Lau församling.
Församlingskod var 098071.